# Ірвін Шапіро
Ірвін Шапіро (англ. Irwin Shapiro нар. 5 (10) жовтня 1929 , Нью-Йорк) — американський фізик, що працює в області радіо- і радарної техніки а також астрометрії, астрофізики та перевірки теорій гравітації.

## Біографія
Народився в Нью-Йорку, США. Отримав диплом бакалавра з математики в Корнельському університеті і диплом магістра в Гарварді. Отримав диплом доктора філософії з фізики там же в 1955 році. З 1954 року працював у лабораторії Лінкольна Массачусетського технологічного інституту (МТІ). У 1967 році отримав посаду професора в МТІ. У 1982 році отримав посаду професора в Гарварді. У 1997 році був обраний першим університетським професором імені Тимко (англ. Timken University Professor).

## Членство в академіях
- Американська академія мистецтв і наук
- Національна академія наук США

## Нагороди
- 1975 — Медаль Майкельсона, Інститут Франкліна[8]
- 1979 — Премія Бенджаміна Апторпа Гулда, Національна академія наук США[9]
- 1982 — Премія Денні Гайнемана з астрофізики, Американське астрономічне товариство
- 1988 — Премія Дірка Брувера, Американське астрономічне товариство
- 1991 — Медаль Чарльза А. Уіттена, Американський геофізичний союз[10]
- 1993 — Медаль Вільяма Бові, Американський геофізичний союз[11]
- 1994 — Медаль Альберта Ейнштейна

## Названі на його честь
- Ефект Шапіро